# 345 (szám)
A 345 (római számmal: CCCXLV) egy természetes szám, szfenikus szám, a 3, az 5 és a 23 szorzata.

## A szám a matematikában
A tízes számrendszerbeli 345-ös a kettes számrendszerben 101011001, a nyolcas számrendszerben 531, a tizenhatos számrendszerben 159 alakban írható fel.
A 345 páratlan szám, összetett szám, azon belül szfenikus szám, kanonikus alakban a 31 · 51 · 231 szorzattal, normálalakban a 3,45 · 102 szorzattal írható fel. Nyolc osztója van a természetes számok halmazán, ezek növekvő sorrendben: 1, 3, 5, 15, 23, 69, 115 és 345.
A 345 négyzete 119 025, köbe 41 063 625, négyzetgyöke 18,57418, köbgyöke 7,01358, reciproka 0,0028986. A 345 egység sugarú kör kerülete 2167,69893 egység, területe 373 928,06559 területegység; a 345 egység sugarú gömb térfogata 172 006 910,2 térfogategység.